# Base conjuguée
En chimie, la base conjuguée d'un acide est l'espèce chimique (ion ou molécule) qui forme avec cet acide un couple acide/base.
La base conjuguée d'un acide fort est une base très faible ou nulle (ex. : couples acide chlorhydrique/chlorure, acide bromhydrique/bromure et acide iodhydrique/iodure).
La base conjuguée d'un acide très faible ou nul est une base forte (ex. : couples eau/hydroxyde, hydrogène/hydrure et ammoniac/amidure).
Pour les cas intermédiaires, plus l'acide est fort, plus la base conjuguée est faible et inversement.
Une espèce à la fois base conjuguée d'un couple et acide conjugué d'un autre est appelée ampholyte ou amphotère : elle peut réagir comme une base ou comme un acide.